# Age of Silence
Age of Silence est un groupe norvégien de metal progressif.

## Histoire
Après trois sorties avec leur groupe commun Winds, Andy Winter, Lars Eikind et Hellhammer forment Age of Silence. Lars « Lazare » Nedland de Borknagar et Solefald les rejoint comme chanteur, Joacim « Extant » Solheim et Helge « Kobbergaard » Haugen de By Pale Light comme guitaristes. En 2004 et 2005, l'album Acceleration (salué par la presse,,) et l'EP Complications : Trilogy of Intricacy (qui attire aussi l'intérêt de la presse,) sortent chez The End Records. 
Un autre album est d'abord annoncé sur le site internet du groupe pour 2010, mais les travaux ont encore lieu en 2015. Les nouveaux guitaristes sont BP M. Kirkevaag (Madder Mortem) et Kris Norris (ex-Darkest Hour), et le nouveau bassiste est Mike Young (Devin Townsend). Norris confirme en avril 2016 qu'un nouvel album devait sortir. Cependant, aucune autre activité ne transparaît depuis.
Le site web The BNR Metal Pages considère que « Age of Silence présente certains des meilleurs groupes norvégiens, dont beaucoup sont bien connus d'autres groupes, se réunissant pour produire une musique metal progressive/avant-gardiste ambitieuse. »

## Discographie
- 2004 : Acceleration
- 2005 : Complications: Trilogy of Intricacy (EP)